# Sentier de la transhumance
Le Sentier de la transhumance (en langue corse a muntagnera et l'impiaghjera respectivement pour transhumance vers la montagne et transhumance vers la plaine) est le nom donné au chemin qui aurait relié jadis Aléria à Galéria, la façade orientale à la façade occidentale de l'île française de Corse. Ce n'étaient en fait que des tronçons isolés et non un parcours emprunté dans sa globalité.
Ce chemin muletier millénaire a servi à la transhumance et aux échanges entre la montagne et le littoral. De nos jours, il est encore emprunté par quelques bergers, notamment entre Niolo et Filosorma.

## Sentier historique

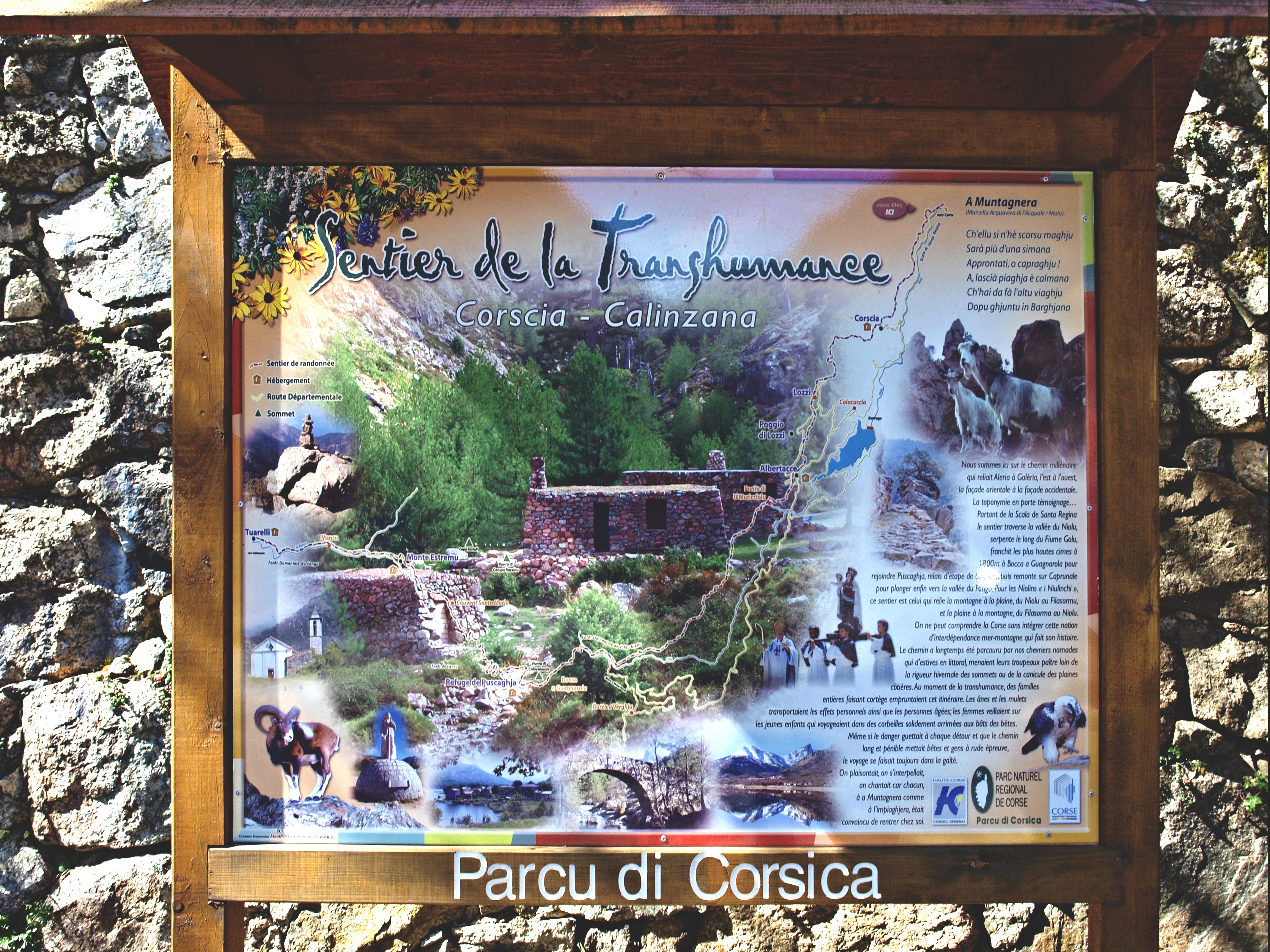
Sentier de la transhumance

Le sentier de la transhumance désigne une voie historique qui permettait aux bergers du Niolo de gagner les plaines de Balagne : le Filosorma, vallée du Fango, la plaine de la Figarella et celle du Regino. Cette interdépendance montagne-mer a façonné l'histoire du Niolo, terre traditionnelle de bergers. Les bergers nomades menaient leurs troupeaux paître sur le littoral en hiver et les reconduisaient dans les estives loin de la canicule des plaines côtières. Ces mouvements de transhumance sont l'impiaghjera, la descente dans la plaine, et a muntagnera la montée dans les estives.
Les bergers suivaient un itinéraire qui les menait de Corscia à Calenzana. Ils passaient par Lozzi, Poggio di Lozzi, Albertacce, le Ponte di Muricciolu (pont génois sur le ruisseau Viru), Bocca di Guagnerola (col à 1 833 m), sous Punta di Calavalonda (1 646 m), Bocca di Capronale autre col à 1 329 m, le couvent Santa Maria, Monte Estremu, Manso, Tuarelli et Bonifatu.
Le Filosorma, vallée du Fango où le pacage était libre, était la destination hivernale des chevriers, bergers de chèvres appelés en langue corse i capraghji par opposition avec les bergers de brebis appelés i picuraghji  qui faisaient paître leurs bêtes dans les autres plaines de Balagne. Plus aisés en général, ces derniers pouvaient payer un droit de pacage. 
Des villages de bergers présentent encore aujourd'hui cette division entre les capraghji et les picuraghji. Chaque partie est habitée par une grande famille de bergers, comme à Lozzi, où le village et son hameau Acquale sont occupés par les familles Acquaviva et Simeoni, ou encore comme à Poggio-di-Lozzi, ancien village devenu hameau de Lozzi, partagé entre les familles Rossi et Luciani.

## Sentier de randonnée
Ce sentier patrimonial, encore empierré sur quelques centaines de mètres à Albertacce, était à usage utilitaire. Il est aujourd'hui l'un des sentiers thématiques, reconnu de la randonnée dans les îles de Méditerranée, balisé (marquage orange et mauve). Œuvre du Parc naturel régional de Corse, il a été ouvert en 2007 et peut se parcourir en 5 étapes de 4 à 6 heures par jour.
L'itinéraire conduit le randonneur de Calenzana à Corscia en le faisant passer par Tuarelli et Mont'Estremu (gîtes), Barghiana (commune de Manso), les ruines du couvent Santa Maria, la bocca di Capronale (col à 1 329 m), le refuge de Puscaghja du P.N.R.C. (1 097 m), sous Punta di Calavalonda (1 646 m), Bocca di Guagnerola (col à 1 833 m), au Ponte di Muricciolu (un pont génois sur le ruisseau U Viru), à Albertacce (gîtes), Poggio-di-Lozzi, et enfin Corscia (gîte communal), pour finir en aval du défilé de la Scala di Santa Regina.
Après le col (Bocca) de Guagnerola, le sentier de transhumance emprunte une partie du GR 20 jusqu'au col de Vergio d'où l'on rejoint ensuite le sentier de grande randonnée Mare a Mare Nord menant à Albertacce.
Une autre voie relie plus directement le GR 20 au Mare a mare Nord en passant par la cascade de Radule. 

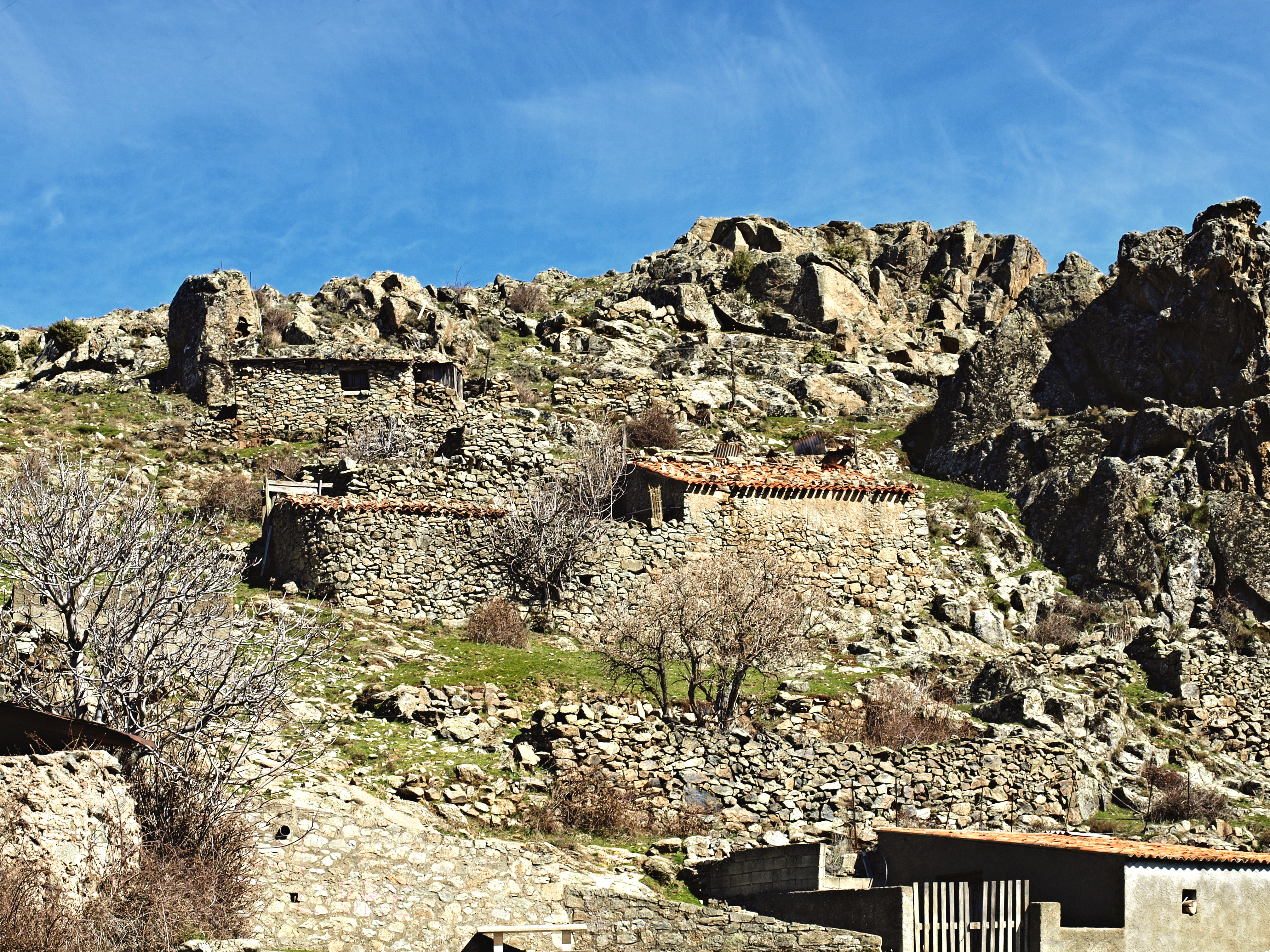
Anciennes bergeries à Corscia
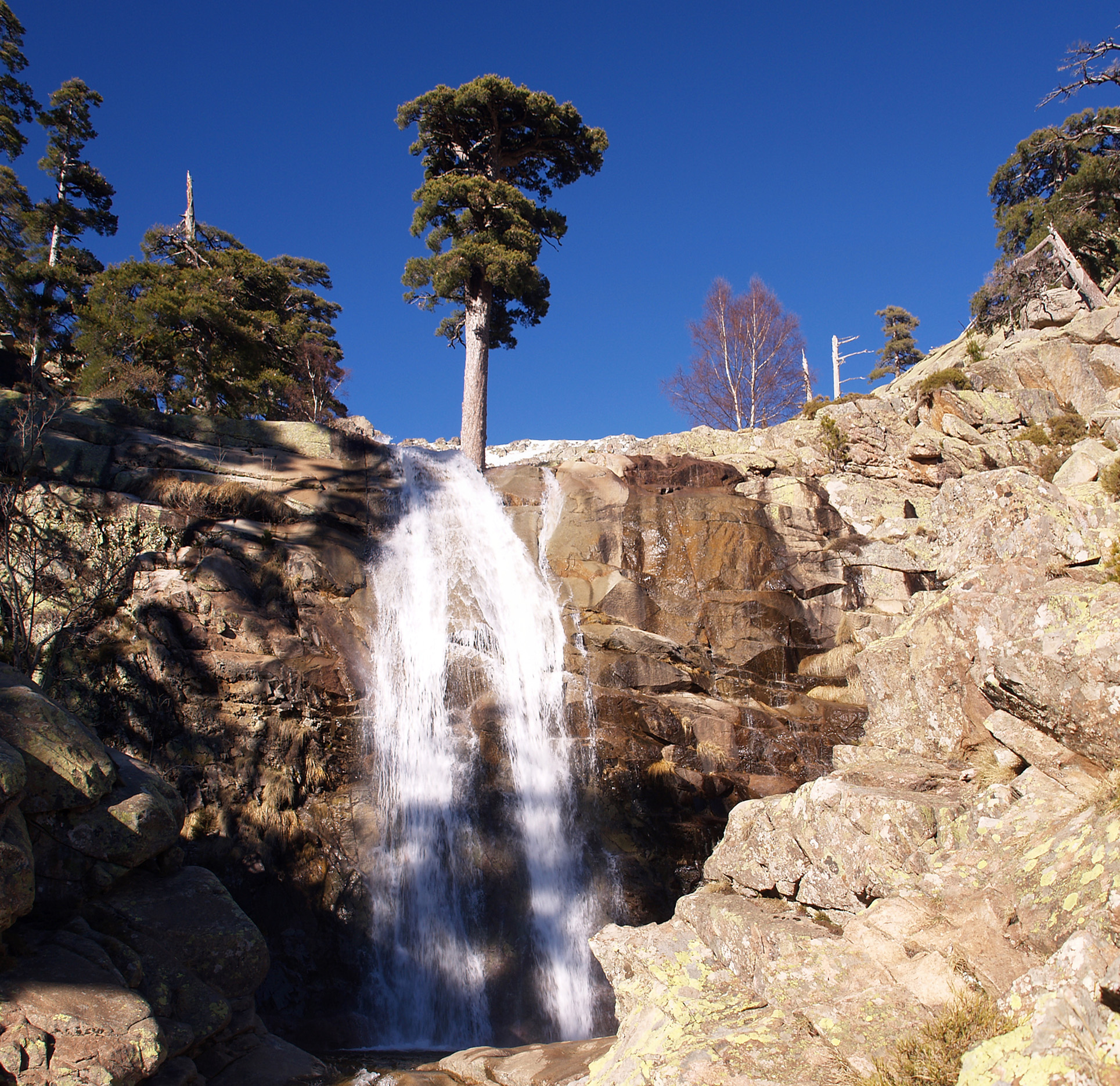
Cascade de Radule
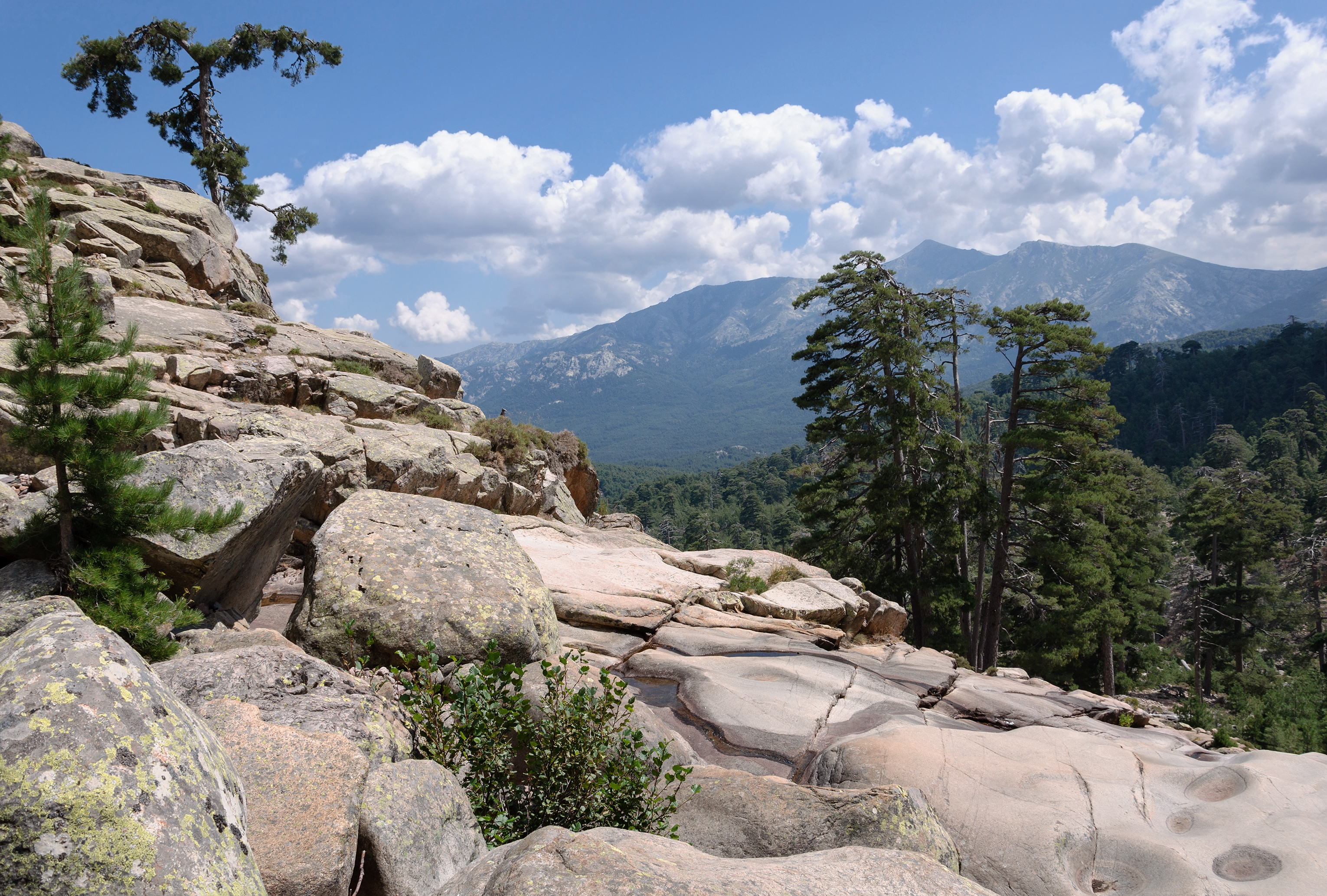
Vue avec pins laricio depuis les abords de la cascade de Radule
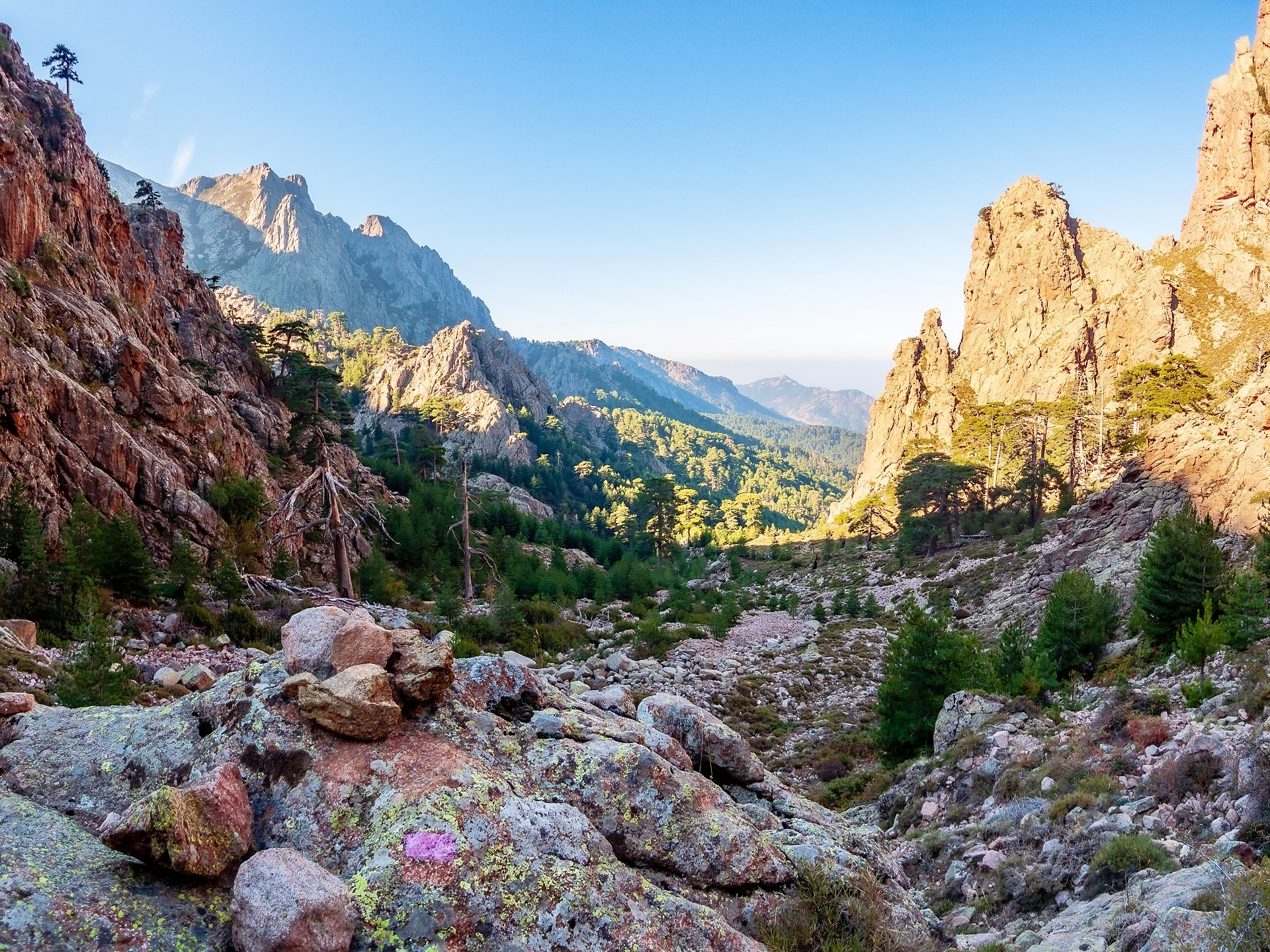
Sentier de la transhumance sous le col de Guagnerola
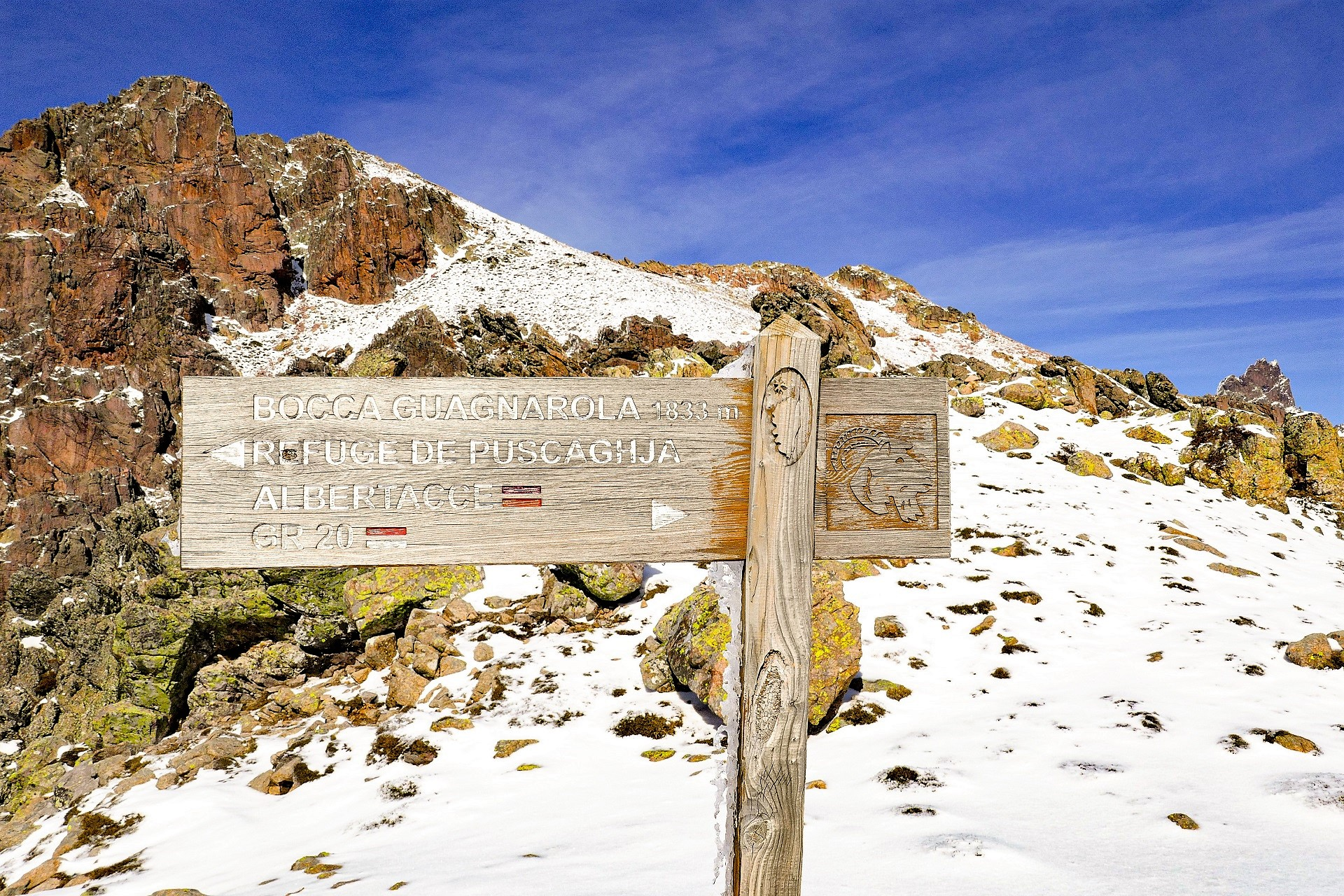
Panneau indicateur du sentier au col de Guagnerola

## Citations
Sur le panneau du Parcu di Corsica est écrit ce texte de Marcellu Acquaviva di l'Acquale / Niolu, titré A Muntagnera (transhumance vers la montagne) : 
Ch'ellu si n'hè scorsu maghju
Sara più d'une simana
Approntati, o capraghju !
A, lascia piaghja è calmana
Ch'hai da fà l'altu viaghju
Dopu ghjuntu in Barghjana.